# Le serpent a mangé la grenouille
Pour plus de détails, voir Fiche technique et Distribution.
Le serpent a mangé la grenouille est un film franco-hispano-luxembourgeois, sorti en 1998.

## Fiche technique
- Titre français : Le serpent a mangé la grenouille
- Réalisation : Alain Guesnier
- Scénario : Alain Guesnier et Valérie Duval
- Photographie : Pierre Novion
- Musique : Michel Portal
- Pays d'origine :  France -  Espagne -  Luxembourg
- Genre : comédie dramatique
- Date de sortie : 1998

## Distribution
- Jean Rochefort : Monsieur Moreau
- Marisa Paredes : Madame Moreau
- Alex Descas : Yves Le Guen
- Ariane Ascaride : Marthe, la bonne
- Bernard Fresson : Maillet
- Albert Dray : Petit-Duc
- Jean Dautremay
- Anne Alvaro